# Голубы (Решетиловский район)
Голубы (укр. Голуби) — село, Покровский сельский совет,
Решетиловский район, Полтавская область, Украина. С 2020 года входит в Решетиловскую городскую общину.
Код КОАТУУ — 5324280903. Население по переписи 2001 года составляло 52 человека.
Упоминается на трехверстовке Полтавской области (военно-топографическая карта) 1869 года как хутор Голубы.

## Географическое положение
Село Голубы находится на правом берегу реки Говтва,
выше по течению на расстоянии в 0,5 км расположено село Шкурупии,
ниже по течению на расстоянии в 2 км расположено село Белокони.
Река в этом месте извилистая, образует лиманы, старицы и заболоченные озёра.
Рядом проходит железная дорога, станция Шкурупии в 1-м км.